# Dorfkirche Trampe (Brüssow)

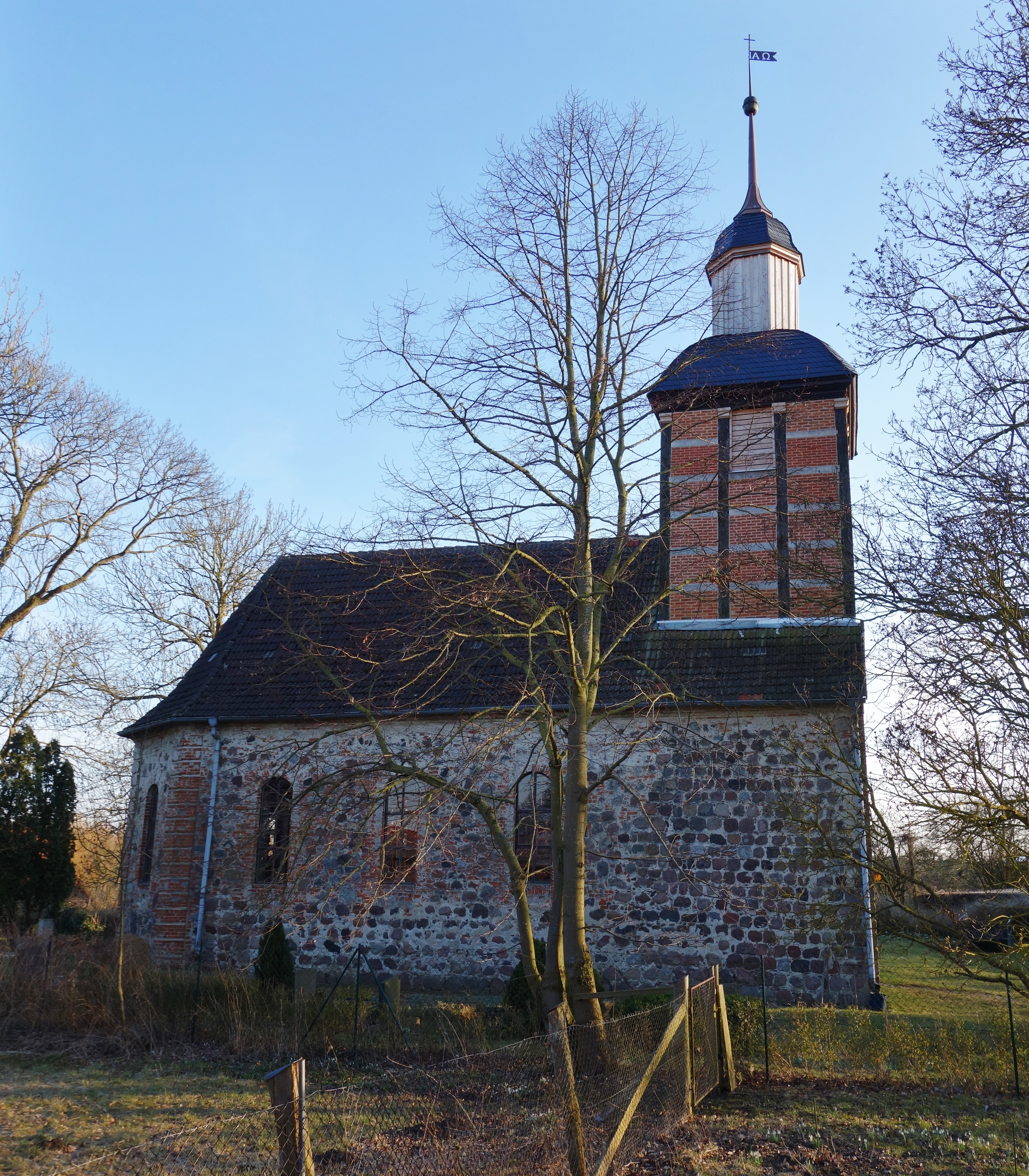
Dorfkirche Trampe (Brüssow)

Die evangelische, denkmalgeschützte Dorfkirche Trampe steht in Trampe, einem Gemeindeteil von Brüssow, einer Landstadt im Landkreis Uckermark von Brandenburg. Sie gehört zur Propstei Pasewalk im Pommerschen Evangelischen Kirchenkreis der Evangelisch-Lutherischen Kirche in Norddeutschland.

## Beschreibung
Die Feldsteinkirche mit einem dreiseitigen Schluss im Osten wurde in der zweiten Hälfte des 13. Jahrhunderts gebaut. Von 1738 bis 1740 wurde die Kirche renoviert und umgebaut. In dieser Zeit wurde auch der Dachturm aus Holzfachwerk im Westen errichtet, dessen Gefache mit Backsteinen ausgefüllt sind, und mit einer Welschen Haube bedeckt. Das mit einem Tonnengewölbe überspannte Erdgeschoss unter dem Dachturm ist nur durch das gestufte Portal im Westen zugänglich.
Zur Kirchenausstattung gehört ein Kanzelaltar aus der Zeit um 1700. Für die Kirchenmusik steht ein Harmonium zur Verfügung.